# 127-й меридіан західної довготи
127-й меридіан західної довготи — лінія довготи, що лежить на 127 градусів західніше Гринвіцького меридіана. Вона проходить від Північного полюса через Північний Льодовитий океан, Північну Америку, Тихий океан, Південний океан та Антарктиду до Південного полюса.
127-й меридіан західної довготи формує велике коло разом із 53-тім меридіаном східної довготи.

## Список географічних об'єктів, що перетинає 127° зх. д.
Починаючи на Північному полюсі та рухаючись до Південного полюса, 127-й меридіан західної довготи проходить через:
| Координати                                                   | Країна, територія або море    | Примітки                                                              |
| ------------------------------------------------------------ | ----------------------------- | --------------------------------------------------------------------- |
| 90°0′ пн. ш. 127°0′ зх. д. / 90.000° пн. ш. 127.000° зх. д.  | Північний Льодовитий океан    |                                                                       |
| 75°43′ пн. ш. 127°0′ зх. д. / 75.717° пн. ш. 127.000° зх. д. | Море Бофорта                  |                                                                       |
| 71°12′ пн. ш. 127°0′ зх. д. / 71.200° пн. ш. 127.000° зх. д. | Затока Амундсена              |                                                                       |
| 70°6′ пн. ш. 127°0′ зх. д. / 70.100° пн. ш. 127.000° зх. д.  | Канада                        | Північно-Західні території Юкон Британська Колумбія                   |
| 50°50′ пн. ш. 127°0′ зх. д. / 50.833° пн. ш. 127.000° зх. д. | Протока Королеви Шарлотти[en] |                                                                       |
| 50°40′ пн. ш. 127°0′ зх. д. / 50.667° пн. ш. 127.000° зх. д. | Канада                        | Британська Колумбія — проходить через острови Малкольм[en] і Ванкувер |
| 49°51′ пн. ш. 127°0′ зх. д. / 49.850° пн. ш. 127.000° зх. д. | Тихий океан                   |                                                                       |
| 60°0′ пд. ш. 127°0′ зх. д. / 60.000° пд. ш. 127.000° зх. д.  | Південний океан               |                                                                       |
| 73°41′ пд. ш. 127°0′ зх. д. / 73.683° пд. ш. 127.000° зх. д. | Антарктида                    | Проходить через Землю Мері Берд, на яку жодна країна не претендує     |